# Авиамодельный спорт

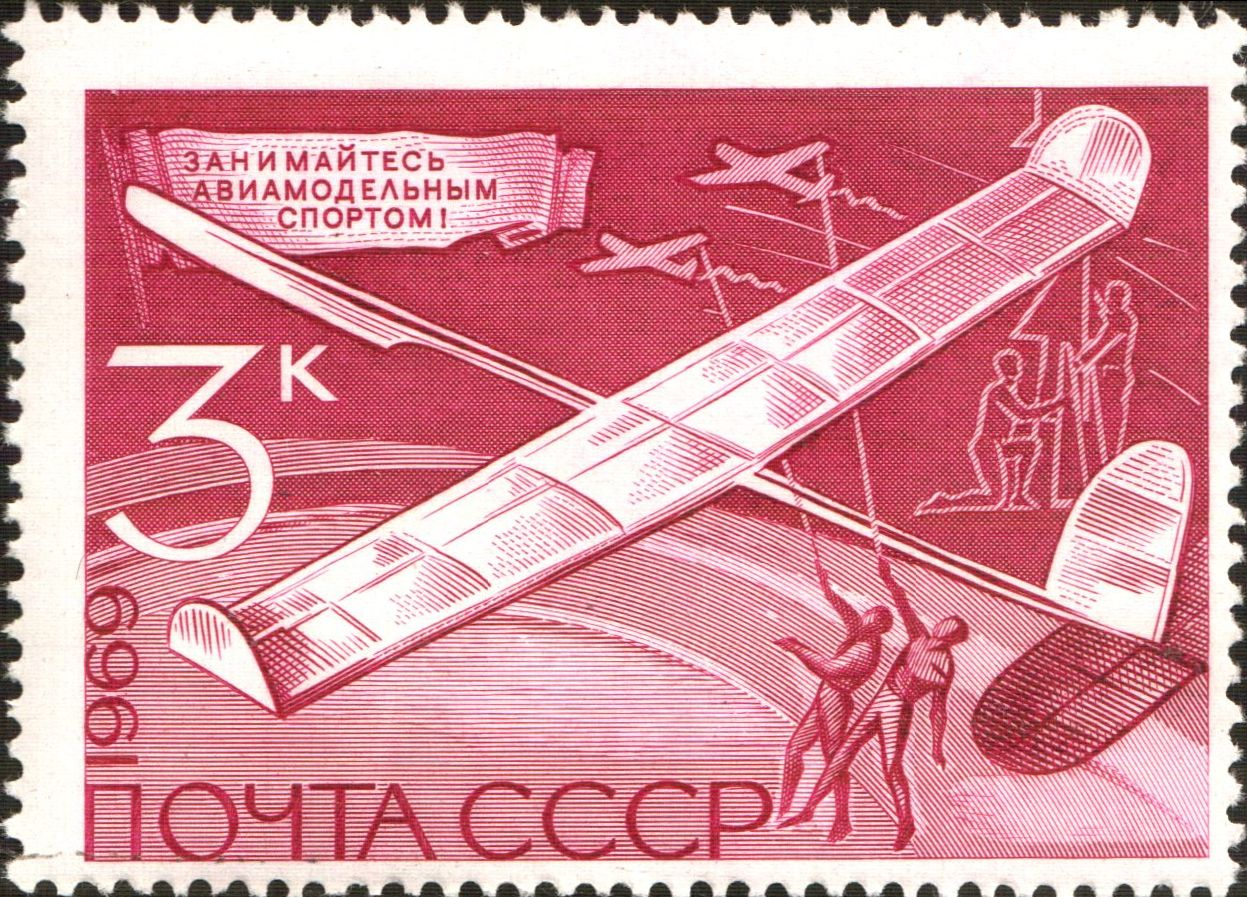
Почта СССР, 1969 г.

Авиамодельный спорт — технический вид спорта, где участники соревнуются в конструировании и изготовлении моделей летательных аппаратов  (планеров, самолётов, вертолётов и прочего) и в управлении ими в полётах на скорость, дальность, продолжительность полёта и на высший пилотаж. В соревнованиях принимают участие, как взрослые спортсмены, так и спортсмены-юниоры.
На международном уровне авиамодельный спорт курируется Международной федерацией авиаспорта FAI Архивная копия от 30 марта 2015 на Wayback Machine, которая                                 устанавливает классификацию, правила и порядок проведения соревнований. В настоящее время по авиамодельному спорту FAI регулярно проводит как Чемпионаты Европы, так и Чемпионаты Мира. Чемпионаты Европы и Чемпионаты Мира по кордовым авиамоделям категорий F2А, F2B, F2C и F2D проводятся один раз в два года. Если год чётный (например, 2010), то проводят Чемпионат Мира. Если нечётный — Чемпионат Европы.
В категории пилотажных кордовых моделей F2В каждая страна, являющаяся членом FAI, имеет право сформировать национальную сборную команду, состоящую из трёх взрослых спортсменов и одного юниора. Спортсмены и юниоры выступают совместно. Подводят результаты как личного первенства так и командного. При определении результатов командного первенства учитывают три лучших результата из четырёх участников для каждой национальной сборной. Поэтому авиамодельный спорт в категории пилотажных кордовых моделей — это один из немногих видов спорта, где на Чемпионатах Мира и Европы юниоры каждой страны — участника выступают наравне со взрослыми спортсменами.
Существует также Академия авиационных моделей (Academy of Model Aeronautics, AMA), устанавливающая свою классификацию моделей.

## Классификация FAI

### Категория F1 — свободнолетающие модели
Основные классы:
- F1A — модели планеров (A2 по старой классификации)
- F1B — резиномоторные модели самолётов — F1B или B2 по старой классификации
- F1C — таймерные модели самолётов
- F1D — комнатные модели самолётов
- F1E — модели планеров с автоматическим управлением для полётов со склонов

Дополнительные классы:
- F1G — резиномоторные модели самолётов, малого формата (F1B или B1 по старой классификации)
- F1H — модели планеров малого формата (F1H или A1 по старой классификации)
- F1J — таймерные модели самолётов малого формата (1/2A по старой классификации)
- F1K — модели самолётов с двигателями на CO2
- F1L — комнатные модели самолётов с развитым (>50 %) стабилизатором (EZB model)
- F1M — комнатные модели самолётов для начинающих
- F1N — комнатные модели планеров с метательным стартом «с рук» («hand launch»)
- F1P — таймерные модели самолётов для юниоров

Также однажды вводилась категория F1F для свободнолетающих моделей вертолётов (rotary wing models), но она не прижилась.

### Категория F-2 — кордовые модели самолётов
Основные классы:
- F2A — скоростные модели
- F2B — пилотажные модели
- F2C — гоночные модели
- F2D — модели воздушного «боя»

Дополнительные классы:
- F2E — модели воздушного боя с компрессионным карбюраторным двигателем
- F2F — гоночные модели с контурным фюзеляжем
- F2G — скоростные модели c электродвигателем

### Категория F-3 — радиоуправляемые модели
Основные классы:
- F3A — пилотажные модели самолётов
- F3B — модели планеров (троеборье: продолжительность полета, скорость на базе, количество проходов базы)
- F3C — модели вертолётов
- F3D — гоночные модели самолётов
- F3U — гоночные модели квадрокоптеров

Дополнительные классы:
- F3F — модели планеров для парения в динамических потоках («горные» планеры)
- F3G — модели мотопланеров
- F3H — модели планеров для полётов по маршруту
- F3I — модели планеров с запуском буксировочным самолётом
- F3J — модели планеров для полётов в термических потоках на продолжительность
- F3K — модели планеров с метательным стартом «с рук»
- F3L — модели планеров с ограниченным применим композитных материалов в конструкции
- F3P — модели пилотажных самолетов для полетов внутри помещения («зальный» пилотаж)

### Категория F-4 — модели-копии самолетов
- F4A — свободнолетающие модели-копии самолётов
- F4В — кордовые модели-копии самолётов
- F4C — радиоуправляемые модели-копии самолётов

- F4E — свободнолетающие комнатные модели-копии самолётов с электромотором или мотором на углекислом газе
- F4F — свободнолетающие комнатные миниатюрные модели-копии самолётов
- F4J — радиоуправляемые модели самолетов с реактивным двигателем

### Категория F-5 — радиоуправляемые модели самолетов с электроприводом
- F5A — пилотажные модели самолётов
- F5B — модели мотопланеров
- F5C — модели вертолётов
- F5D — гоночные модели самолётов
- F5E — модели самолётов с питанием от солнечных батарей
- F5F — модели мотопланеров (10-элементная батарея)
- F5G — модели мотопланеров увеличенного размера
- F5J — модели планеров с электрическим двигателем для полётов в термических потоках на продолжительность

### Категория S — модели ракет
- S1 — модели ракет на высоту полета
- S2 — модели ракет на высоту полета со стандартным грузом
- S3 — модели ракет на продолжительность полета с парашютом
- S4 — модели планеров с ускорителем на продолжительность полета
- S5 — модели-копии ракет на высоту полета
- S6 — модели ракет на продолжительность полета с лентой
- S7 — модели-копии ракет на реализм полета
- S8 — модели ракетных планеров на продолжительность полета
- S9 — модели ракет на продолжительность полета с ротором
- S10 — модели ракет на продолжительность полета с "мягким крылом"
- S11P — модели-копии ракетопланов и космических кораблей
- S12/P — триатлон моделей ракет на продолжительность полета

## Организации
- FAI Архивная копия от 30 марта 2015 на Wayback Machine — Международная организация авиаспорта
- Всероссийская лига гонок дронов РДР Архивная копия от 6 февраля 2020 на Wayback Machine
- Федерация Авиамодельного Спорта России Архивная копия от 14 февраля 2022 на Wayback Machine
- Федерация Авиамодельного Спорта Московской области Архивная копия от 15 марта 2022 на Wayback Machine
- Федерация Авиамодельного Спорта Астраханской области Архивная копия от 15 марта 2022 на Wayback Machine
- Федерация Авиамодельного Спорта Ставропольского края
- AMA Архивная копия от 8 марта 2022 на Wayback Machine — Академия авиационных моделей
- БелФАС Архивная копия от 8 февраля 2022 на Wayback Machine - Белорусская Федерация Авиамодельного Спорта
- Федерация Авиамодельного Спорта Москвы Архивная копия от 27 февраля 2021 на Wayback Machine

## Клубы
- Крупнейший портал пилотов гоночных дронов RCPILOTS.PRO Архивная копия от 14 марта 2022 на Wayback Machine
- Авиамодельный клуб «Мираж» Архивная копия от 6 мая 2021 на Wayback Machine
- Авиамодельный спортивный клуб «Мастер»
- Авиамодельный кружок при воскресной школе Архивная копия от 14 марта 2022 на Wayback Machine
- Авиамодельный спортивный клуб «Метеор» Архивная копия от 13 мая 2021 на Wayback Machine
- amsport.by Архивная копия от 7 декабря 2021 на Wayback Machine - Сайт, посвящённый Белорусскому авиамодельному спорту FAI, постройке и настройке спортивных авиамоделей, подготовке, тренировкам и выступлениям на соревнованиях.
- Авиамодельный клуб "Веста"
- http://f3a-by.com/ Архивная копия от 5 июня 2018 на Wayback Machine - Сайт об авиамодельном спорте FAI в Беларуси - главный интернет ресурс в стране по этой теме!  Объединяет спортсменов Беларуси и других стран. Содержит много полезного материала по постройке и эксплуатации спортивных пилотажных авиамоделей категории F3A. Так же имеет продвинутый и основной спортивный форум по данной теме: - http://f3a.bestforums.org/index.php Архивная копия от 22 мая 2018 на Wayback Machine